# Bembidion arcticum
Bembidion arcticum är en skalbaggsart som beskrevs av Carl Hildebrand Lindroth. Bembidion arcticum ingår i släktet Bembidion och familjen jordlöpare. Inga underarter finns listade i Catalogue of Life.